# Moja gwiazdeczka
Moja gwiazdeczka – amerykański film familijny z 1936 roku. Adaptacja książki Laury E. Richards.

## Treść
Mała dziewczynka Helen Mason (Shirley Temple) zostaje znaleziona na brzegu morza przez kapitana January (Guy Kibbee), opiekuna latarni morskiej. Latarnik przygarnia dziewczynkę i od tej pory oboje mieszkają w latarni morskiej w otoczeniu przyjaciół i z dala od trosk. Pewnego dnia w latarni zjawia się Agata Morgan (Sara Haden) – pracownica socjalna, która uważa, że edukacja dziewczynki jest zaniedbana, a jej adopcja przez kapitana jest nielegalna.

## Główne role[1]
- Shirley Temple: Helen „Gwiazdeczka“ Mason
- Guy Kibbee: kapitan January
- Slim Summerville: kapitan Nazro
- Buddy Ebsen: Paul Roberts
- Sara Haden: Agatha Morgan
- June Lang: Mary
- Jane Darwell: Eliza Croft
- Jerry Tucker: Cyril Morgan
- George Irving: John Mason
- Nella Walker: Mrs. Mason